# Nikólaos Baltatzís-Mavrokordátos
Nikólaos Baltatzís-Mavrokordátos (grec moderne : Νικόλαος Μπαλτατζής - Μαυροκορδάτος) né en 1898 à Athènes est un homme politique et un sportif grec.

## Biographie
Nikólaos Baltatzís-Mavrokordátos est le fils de Geórgios Baltatzís et de Charíklia Mavrokordátou, petite-fille d'Aléxandros Mavrokordátos. Il naît à Athènes en 1898. Il fait ses études de droit à Athènes puis Munich.
Il est membre de l'équipe de Grèce de water-polo aux Jeux olympiques de 1920. Il est engagé en natation aux Jeux olympiques d'été de 1924 pour le relais 4 × 200 mètres nage libre mais l'équipe grecque déclare forfait. Il fait partie de l'équipe grecque pour le tournoi de water-polo de ces mêmes Jeux, mais celle-ci est éliminée 6-1 dès le premier tour par l'équipe tchécoslovaque. Nikólaos Baltatzís-Mavrokordátos fait partie de l'équipe de water-polo de l'Olympiakós vainqueur du premier championnat grec de water-polo en 1927.
Il est journaliste pour I Kathimeriní de 1919 à 1940.
Il est élu pour le Parti du peuple d'Elefthérios Venizélos aux élections législatives grecques de 1935 (en), réélu lors des législatives de 1936 et à nouveau lors de celles de 1946,.
Après la Seconde Guerre mondiale, il est vice-ministre des Affaires étrangères des gouvernements Máximos puis Tsaldáris en 1946-1947 et vice-ministre de la Presse du gouvernement Sofoúlis en 1947. En 1977, candidat du parti Alignement national (en), il est battu aux législatives.
Il dirige la délégation grecque lors des Jeux olympiques d'hiver de 1952. Il est à divers moments, membre, secrétaire général, deuxième vice-président et premier vice-président du Comité olympique hellénique de 1927 à 1930, en 1935, de 1939 à 1956, de 1957 à 1960 et en 1974.